# ひまわり乳業
ひまわり乳業株式会社（ひまわりにゅうぎょう、英語表記:Himawari CO.,LTD.）は高知県南国市物部にある乳製品・青汁のメーカーである。
主に高知県下に販売網を有する企業であるが、高知県以外の四国3県や中国地方にも販売店を有する。また宅配サービスを行っており、牛乳や乳製品は四国地方のみだが、青汁は中国地方や近畿地方の一部でも宅配サービスを行っている。現在は、オンラインショップで日本全国から製品の購入が可能になった。

## 沿革
- 1946年（昭和21年）
  - 3月26日 高知市丸ノ内67番地に土佐乳業株式会社として資本金18万円で設立。
  - 9月1日 本店を高知市南与力町7番地に移転。
- 1949年（昭和24年）2月28日 高知牛乳食品株式会社に商号変更。
- 1950年（昭和25年） 大東畜産株式会社を合併。

## 主な商品

### リープル
40年以上前から発売されている、黄色いパッケージの乳酸菌飲料。さわやかな甘さで高知県を中心に多くのファンを持ち、ひまわり乳業の掲示板には通信販売を望む声が多数寄せられるなど、ひまわり乳業を代表する商品。ドリンクの他に「リープルゼリー」も販売されている。「リープル」は県内の量販店の大小を問わず販売されているが、「リープルゼリー」は県内の量販店でもあまり見かけない。2006年7月には敷島製パン、サークルKサンクスとの企業コラボ商品「リープル蒸しケーキ」が発売された。

### 乳製品
- 無調整ひまわり牛乳
- 高知の牛乳
- ひまわりコーヒー
- ローファット

### とろみ付き乳飲料
2023年から発売。高齢者の抱える嚥下機能の低下に対応し、誤嚥防止の為にとろみをつけた乳飲料。日本摂食・嚥下リハビリテーション学会の分類では段階1の薄いとろみ(50～150mPa・s)に相当する粘度がある。
- とろみ ひまわりミルク(180mm/500mm)
- とろみ ひまわりコーヒー(180mm/500mm)

### 青汁
- 菜食健美

ひまわり乳業の青汁の主力商品である。宅配サービスでは中国地方、近畿地方に進出している。